# Entosthodon laxus
Entosthodon laxus är en bladmossart som beskrevs av Mitten 1856. Entosthodon laxus ingår i släktet koppmossor, och familjen Funariaceae. Inga underarter finns listade i Catalogue of Life.